# Базиликанова
Базиликанова (итал. Basilicanova) је насеље у Италији у округу Парма, региону Емилија-Ромања.
Према процени из 2011. у насељу је живело 2325 становника. Насеље се налази на надморској висини од 132 м.